# فهرست ساتراپی‌های هخامنشیان

قلمرو هخامنشیان در دوران اوج خود

شاهنشاهی هخامنشی ۲۲۰ سال (از ۵۵۰ پ.م. تا ۳۳۰ پ.م.) بر بخش بزرگی از جهان شناخته شده آن روز از رود سند تا دانوب در اروپا و از آسیای میانه تا شمال شرقی آفریقا فرمان راندند.
ساتراپ واژهٔ یونانی‌شدهٔ واژهٔ پارسی باستانِ «خْشَثْرَپاون» است. این واژه در پارسی نو (فارسی کنونی) به صورت «شَهرَب» و «شَهربان» به کار رفته است. البته واژهٔ «شهر» در آن زمان به معنی «سرزمین» بوده است.
ساتراپی یا شهربانی یا شَهرَبی به بخشی می‌گفتند که طی تاریخ شکل گرفته بود و ساکنان آن از نظر مردم‌شناسی یعنی از لحاظ فرهنگی و آداب و رسوم مشابه بودند.

## فهرست ساتراپی‌ها
سنگ‌نوشته سه زبانهٔ بیستون، به نخستین سال فرمان‌روایی داریوش بزرگ از زبان خود او می‌پردازد. سالی که به فرونشاندن شورش‌های داخلی پرداخت. نظام شاهنشاهی را استحکام بخشید و با فتح دره سند (ایجاد ساتراپی هندوش) در شرق و شمال شرقی آفریقا (ایجاد ساتراپی پوتایه و کوشیا Kūšiyā) در غرب، چندین سرزمین نو را به شاهنشاهی اضافه کرد. وجود این دهیاوه‌ها (dahyāva) بعنوان یک ساتراپی و موقعیت آن‌ها در چارچوب سلسله مراتب قدرت را می‌توان در منابع یونانی و لاتینی یافت. این منابع آگاهی‌های زیادی دربارهٔ موقعیت جغرافیایی این سرزمین‌ها می‌دهند. در این منابع آمده است که حدود ساتراپی‌ها توسط سنگ‌های سرحدی، رودها، قلهٔ کوه‌ها و حصارهای دیگر مشخص می‌شدند.
در فهرست زیر، اطلاعاتی راجع به پایتخت، موقعیت جغرافیایی و مرزها و باشندگان بومی هر یک ازین این ساتراپی‌ها آمده است:
- ساتراپی بزرگ پارسه/پارس Pārsa، پایتخت: پاسارگادا (Pasargada)، پارسه (Pārsa)
  - ساتراپی مرکزی و اصلی پارسه/پارس
    - ساتراپی مرکزی و کوچک پارسه/پارس
    - ساتراپی کوچک کرمانه Karmana/Carmania

  - ساتراپی اصلی اوجه/شوش Ūja (عیلام)، پایتخت: شوش (Susa)
    - ساتراپی مرکزی و کوچک اوجه/شوش
    - ساتراپی کوچک ایلامیس Elymais
- ساتراپی بزرگ مادَه/ماد (Māda)، پایتخت: هگمتانه (Hagmatana)
  - ساتراپی مرکزی و اصلی مادَه/ماد
    - ساتراپی مرکزی و کوچک مادَه/ماد
    - ساتراپی کوچک ماد کوچک

  - ساتراپی اصلی ارمینه/ارمنستان (Armina)
    - ساتراپی مرکزی و کوچک ارمنستان
    - ساتراپی کوچک سوفن
    - ساتراپی کوچک کلخید (گرجستان)

  - ساتراپی اصلی پرثوه/پارت (Parθava)، پایتخت: احتمالاً هکاتومپیلوس (Hecatompylus)/شاید شهر نسا
    - ساتراپی مرکزی و کوچک پرثوه/پارت
    - ساتراپی کوچک ورکانه/گرگان (Hyrcania)، پایتخت: زادراکرتا (Zadracarta)

  - ساتراپی اصلی هوارزمیه/خوارزم (Uvārazmī)
- ساتراپی بزرگ اسپاردا/لیدی (Sparda)، پایتخت: سارد (Sardes)
  - ساتراپی مرکزی و اصلی اسپاردا/لیدی
    - ساتراپی مرکزی و کوچک اسپاردا/لیدی
    - ساتراپی کوچک فریگیه هلسپونت (Hellespontine Phrygia)، پایتخت :داسکیلیون
    - ساتراپی کوچک کاریا (Caria)، پایتخت: هالیکارناس (Halicarnassus)
    - ساتراپی کوچک فریگیه بزرگ (Greater Phrygia)
    - ساتراپی کوچک اسکودرا/تراکیه (Skudra)

  - ساتراپی اصلی کَتپَتوکه/کاپادوکیه (Katpatuka)
    - ساتراپی مرکزی و کوچک کَتپَتوکه/کاپادوکیه (Cappadocia-beside-the-Pontus)
    - ساتراپی کوچک کَتپَتوکه/کاپادوکیه (Cappadocia-beside-the-Taurus)
    - ساتراپی کوچک پافلاگونیا (Paphlagonia)
- ساتراپی بزرگ بابیروش/بابل (Bābiruš)
  - ساتراپی مرکزی و اصلی بابیروش/بابل
    - ساتراپی مرکزی و کوچک بابیروش/بابل
    - ساتراپی کوچک سیتاسن (Sittacene)، پایتخت: سیتاکه (Sittace)
    - ساتراپی کوچک اساگارته (Asagarta)

  - ساتراپی اصلی آشورا/آشور (Aθurā)
    - ساتراپی مرکزی و کوچک آثورا/آشور
    - ساتراپی کوچک عبر-ناری/سوریه (Ebir-nāri)، پایتخت: دمشق
    - ساتراپی کوچک کیلیکیه (Cilicia) مشرف به دریا، پایتخت: ترسوس (Tarsos)
- ساتراپی بزرگ مودرایه/مصر (Mudrāya)، پایتخت: ممفیس (Memphis)
  - ساتراپی مرکزی و اصلی مودرایه/مصر
    - ساتراپی کوچک مصر علیا، پایتخت: ممفیس (Memphis)

  - ساتراپی اصلی پوتایه/لیبی (Putāyā)
  - ساتراپی اصلی کوشیا/نوبیا (Kūšiyā)
  - ساتراپی اصلی اَرَبایه/عربستان (Arabāya)
- ساتراپی بزرگ هَرَهُوَتیش/رُخَج (Harauvatiš)، پایتخت: آراخوتوس (Arachotus)
  - ساتراپی مرکزی و اصلی هَرَهُوَتیش/رُخَج
  - ساتراپی اصلی زرنکه (Zranka)، پایتخت: فرادا (Phrada)
  - ساتراپی اصلی مکا/گدروزی، پایتخت: پورا (Pura)
    - ساتراپی مرکزی و کوچک مکا/گدروزی
    - ساتراپی کوچک اوریتان‌ها (Oritans)، پایتخت: رامباسیا (Rhambacia)
    - ساتراپی کوچک اریاسپ‌ها (Ariaspae)
    - ساتراپی مرکزی و کوچک ثته‌گوش ۱ (Θatagus)، پایتخت: تاکسیلا (Taxila)
    - ساتراپی کوچک ثته‌گوش ۲
    - ساتراپی کوچک ثته‌گوش ۳

  - ساتراپی اصلی هندوش/هند (Hinduš)
    - ساتراپی مرکزی و کوچک هندوش/هند ۱
    - ساتراپی کوچک هندوش/هند ۲
    - ساتراپی کوچک هندوش/هند ۳
- ساتراپی بزرگ باختریش/باختر (Bāxtriš)، پایتخت: باختر (Bactra)
  - ساتراپی مرکزی و اصلی باختریش/باختر
    - ساتراپی مرکزی و کوچک باختریش/باختر
    - ساتراپی کوچک مرگوش/مرو (Marguš)، پایتخت: مرو

  - ساتراپی اصلی سوغوده/سغد (Suguda)، پایتخت: مَرَکندا (Maracanda)
    - ساتراپی مرکزی و کوچک سوغودا/سغد
    - ساتراپی کوچک دیربائیان‌ها (Dyrbaeans)

  - ساتراپی اصلی گنداره (Gandāra)
    - ساتراپی مرکزی و کوچک گنداره
    - ساتراپی کوچک پاراپامیز (Paropamisus)

  - ساتراپی اصلی هریوه/هرات (Haraiva)، پایتخت: آرتاکوانا (Artacoana)
  - ساتراپی اصلی سکا پَرَدرایه/داها (Dahā (= Sakā paradraya)/Dahae) (سکاهای آن سوی دریا: کریمه، دانوب)
  - ساتراپی اصلی سکا تیگره‌خوده/ماساگت‌ها (Sakā tigraxaudā/Massagetae) (سکاهای تیزخود، سکاهای ماورای سیحون)
  - ساتراپی اصلی سکا هئومه‌ورگه/امیرجیان‌ها (Sakā haumavargā/Amyrgians) (سکاهای هومنوش، سکاهای ماورای جیحون)

## فهرست ساتراپی‌ها در سنگ‌نبشته‌های هخامنشی
| فهرست ساتراپی‌ها در سنگ‌نبشته‌های هخامنشی |                        |                        |                        |
| سنگ‌نبشتهٔ بیستون                        | سنگ‌نبشتهٔ پارسه         | سنگ‌نبشتهٔ شوش           | سنگ‌نبشتهٔ نقش رستم      |
| پارسه                                  | -                      | -                      | -                      |
| خوجیه                                  | خوجیه                  | خوجیه                  | خوجیه                  |
| بابیروش                                | بابیروش                | بابیروش                | بابیروش                |
| آثوره                                  | آثوره                  | آثوره                  | آثوره                  |
| اَرَبایه                                 | اَرَبایه                 | اَرَبایه                 | اَرَبایه                 |
| مودرایه                                | مودرایه                | مودرایه                | مودرایه                |
| سرزمین‌های مشرف به دریا                 | سرزمین‌های مشرف به دریا | سرزمین‌های مشرف به دریا | سرزمین‌های مشرف به دریا |
| اسپاردا                                | اسپاردا                | اسپاردا                | اسپاردا                |
| یونانیان مشرف به دریا                  | یونانیان مشرف به دریا  | یونانیان مشرف به دریا  | یونانیان مشرف به دریا  |
| یونانیان آنسوی دریا                    | یونانیان آنسوی دریا    | یونانیان آنسوی دریا    | یونانیان آنسوی دریا    |
| ماده                                   | ماده                   | ماده                   | ماده                   |
| ارمینه                                 | ارمینه                 | ارمینه                 | ارمینه                 |
| کَتپَتوکا                                | کَتپَتوکا                | کَتپَتوکا                | کَتپَتوکا                |
| پرثوه                                  | پرثوه                  | پرثوه                  | پرثوه                  |
| زَرَنکه                                  | زَرَنکه                  | زَرَنکه                  | زَرَنکه                  |
| -                                      | ساگارتیا               | -                      | -                      |
| هَرَیوَه                                  | هَرَیوَه                  | هَرَیوَه                  | هَرَیوَه                  |
| هوارَزمیش                               | هوارَزمیش               | هوارَزمیش               | هوارَزمیش               |
| باختریش                                | باختریش                | باختریش                | باختریش                |
| سوغده                                  | سوغده                  | سوغده                  | سوغده                  |
| گنداره                                 | گنداره                 | گنداره                 | گنداره                 |
| سکا                                    | سکا                    | سکا هئومه‌ورگه          | سکا هئومه‌ورگه          |
| -                                      | -                      | سکا تیگره‌خوده          | سکا تیگره‌خوده          |
| -                                      | -                      | سکا پَرَدرایه            | سکا پَرَدرایه            |
| ثته‌گوش                                 | ثته‌گوش                 | ثته‌گوش                 | ثته‌گوش                 |
| هَرَهُوَتیش                                | هَرَهُوَتیش                | هَرَهُوَتیش                | هَرَهُوَتیش                |
| مکا                                    | مکا                    | مکا                    | مکا                    |
| -                                      | هندوش                  | هندوش                  | هندوش                  |
| -                                      | -                      | اسکودرا (تراکیه)       | اسکودرا (تراکیه)       |
| -                                      | -                      | کاریا                  | کاریا                  |
| -                                      | -                      | -                      | لیبی                   |
| -                                      | -                      | -                      | حبشه                   |

## فهرست هرودت
داریوش شاهنشاهی ایران را به بیست قسمت تقسیم کرد و هر کدام را به یک خَشثْرَپاون (ساتراپ، شهربان) سپرد. وی برای هر قسمت یک مالیات نقدی و غیرنقدی (کالا) مقرر داشت.
هرودت تاریخ‌دان یونانی که سیاحت‌های متعدد در ممالک مشرق قدیم کرده و تحقیقات خود را راجع به احوال و تاریخ این ممالک نوشته، در کتاب سومش نام قسمت‌های مالیات دهنده و مقدار مالیات و خراج هر یک را این گونه آورده است:
- یکم: ایونی‌ها (یئونی‌ها)، مگنزی‌های آسیا، آئولی‌ها، کاری‌ها، لیسی‌ها، میلی‌ها و پمفیلی‌ها جمعاً ۴۰۰ تالان* نقره.
- دوم: میسی‌ها، لیدی‌ها، لاسونی‌ها، کابالی‌ها و هیتنی‌ها - ۵۰۰ تالان.
- سوم: مردم کرانهٔ جنوبی هلسپنت، فریژی‌ها، تراسی‌های آسیا، پافلاگنی‌ها، ماریاندینی‌ها و سوری‌ها - ۳۶۰ تالان.
- چهارم: سلیسی‌ها ۵۰۰ تالان نقره و ۳۶۰ اسب سفید (یک اسب برای یک روز سال) می‌پرداختند؛ از این پول ۱۴۰ تالان خرج سواره نظامی می‌شد که سلیسیا را حراست می‌کرد. ۳۶۰ تالان دیگر به خزانهٔ داریوش می‌رفت.
- پنجم: از شهر پوسیدیوم، که امفی‌لوخوس پسر امفیاروس ساخته بود، در مرز بین سلیسیا و سوریه تا مصر باستثنای سرزمین تازیان که از پرداخت مالیات معاف بودند، ۳۵۰ تالان می‌آمد. این ایالت تمام فنیقیه و بخشی از سوریه بنام فلسطین را شامل می‌شد.
- ششم: مصر، همراه با لیبی‌های سرحدی و شهرهای سیرین و بریقه (هر دو شامل ایالت مصر بودند) ۷۰۰ تالان می‌پرداختند، به اضافهٔ این پول، از سهم ماهیگیری در دریاچهٔ موریس و ۱۲۰٬۰۰۰ بوشل* گندم هم برای خرج سپاه هخامنشی که در دژ سفید واقع در ممفیس مستقر شده‌بودند، مصرف می‌شد.
- هفتم: ساتاگیدها، گندهارایی‌ها، دائیک‌ها و آپاریت‌ها ۱۷۰ تالان می‌پرداختند.
- هشتم: شوش و بقیهٔ سیسا - ۳۰۰ تالان.
- نهم: بابل و آشور ۱۰۰۰ تالان نقره و ۵۰۰ خواجه (خدمتکار).
- دهم: هگمتانه و بقیهٔ ایالت ماد، همراه با پاریکانی‌ها و ارتوکریبانت‌ها - ۴۵۰ تالان.
- یازدهم: کاسپی‌ها، پاسیکاها، پانتیماتی‌ها و دریتاها، مجموعاً ۲۰۰ تالان.
- دوازدهم: باختری‌ها و همسایگانشان تا آئگلی - ۳۶۰ تالان.
- سیزدهم: پکتیی‌ها همراه با ارمنی‌ها و همسایگانشان تا دریای سیاه - ۴۰۰ تالان.
- چهاردهم: ساگارتی‌ها، سارنگی‌ها، تامانی‌ها، اوتی‌ها، اهل مکا همراه با باشندگان خلیج فارس، جایی که شاهنشاه زندانیان و بیخانمانان جنگی را می‌فرستاد - ۶۰۰ تالان.
- پانزدهم: سکاها و کاسپی‌ها - ۲۵۰ تالان.
- شانزدهم: پارت‌ها، خوارزمی‌ها، سغدی‌ها، و هروی‌ها - ۳۰۰ تالان.
- هفدهم: پاریکانی‌ها و اتیوپی‌های (حبشی‌ها) آسیایی - ۴۰۰ تالان.
- هجدهم: ماتینی‌ها، ساسپیرها، و الارودیی‌ها - ۲۰۰ تالان.
- نوزدهم: موشی‌ها، تیبارن‌ها، ماکرون‌ها، موسینوس‌ها و مارها - ۳۰۰ تالان.
- بیستم: هندی‌ها پرجمعیت‌ترین ملل آن زمان، بیشترین مبلغ، ۳۶۰ تالان طلا را می‌پرداختند.

## فهرست ساتراپی‌ها در زبان‌های باستانی
| فهرست ساتراپی‌ها در زبان‌های باستانی |                              |                                        |                                                     |                             |                   | |                                                                                            |   |
| نام ساتراپی                        | نام مرکز                     |                                        |                                                     |                             |                   | |                                                                                            |   |
| نام رایج در فارسی نو               | نام پارسی باستانی            | نام یونانی باستانی                     | نام لاتینی                                          | نام رایج در فارسی نو        | نام پارسی باستانی | نام یونانی باستانی                                                                                  | نام لاتینی                                                                                 |   |
| پارس (استان فارس)                  | پارسه Pārsa                  | پرسیس Πέρσις                           | پرسیس Persis                                        | تخت جمشید                   | پارسه Pārsa       | پرسیس پولیس Πέρσης πόλις                                                                            | پرسیپولیس Persepolis                                                                       |   |
| ماد                                | مادَه Māda                    | مدیا Μηδία                             | مدیا Media                                          | هگمتانه (همدان)             | هگمتانه Hagmatana | اکباتانا Ἐκβάτανα یا Ἀγβάτανα                                                                       | اِکبتانا Ecbatana                                                                           |   |
| خوزستان (تمدن ایلام)               | خوجیه Hūjiya                 | -                                      | سوزیانا Susiana یا سیسیا Cissia                     | شوش (شهر شوش)               | -                 | سوسا Σοῦσα                                                                                          | سوزا Susa                                                                                  |   |
| پارت                               | پَرثَوَه Parθava                | -                                      | پارتیا Parthia                                      | پرتیکان (فریدن)             | -                 | -                                                                                                   | -                                                                                          | - |
| باختر یا بلخ                       | باختریش                      | باکتریانه Βακτριανή                    | باکتریانا Bactriana یا به‌طور ساده‌تر باکتریا Bactria | بلخ (شهر بلخ) و آی خانم     | -                 | باکترا Βάκτρα و شهر آی خانم در دوران اسکندر الکساندرئیا اوکسیانه Αλεξάνδρεια, η Ωξιανή نامیده می‌شد. | باکترا Bactra و الکساندریا اوکسیانا Alexandria Oxiana (اسکندریه آمودریا)                   |   |
| هرات                               | هَرَیوَه Haraiva                | آرئیا Ἀρεία                            | آریا Aria                                           | آرتاکوانا (شهر هرات امروزی) | -                 | آرتاکوانا Ἀρτακόανα، در دوران اسکندر الکساندرئیا آرئیانه Αλεξάνδρεια, η Αρειανή (اسکندریه آریانه)   | آرتاکوانا Artacoana، در دوران اسکندر الکساندریا آریانا Alexandria Ariana (اسکندریه آریانا) |   |
| سغد                                | سوغوده Suguda یا سوغدا Sugda | سوگدیانه Σογδιανή                      | سوگدیانا Sogdiana                                   | -                           | -                 | -                                                                                                   | -                                                                                          |   |
| مرو                                | مَرگوش Marguš                 | مرگیانه Μαργιανή                       | مَرجانا Margiana                                     | -                           | -                 | -                                                                                                   | -                                                                                          |   |
| خوارزم                             | هوارَزمیش (h)uwārazmiš        | خورَزمیا Χορασμία                       | کورَسمیا Chorasmia                                   | -                           | -                 | -                                                                                                   | -                                                                                          |   |
| زرنگ                               | زَرَنکه Zranka                 | دَرَنگیانه Δραγγιανή                     | درَنجانا Drangiana                                   | فراه                        | -                 | -                                                                                                   | فرادا Phrada                                                                               |   |
| گدروزی                             | پورا (پهره)                  | گدروزیا Γεδρωσία                       | جدروزیا Gedrosia                                    | -                           | پهره یا بمپور     | -                                                                                                   | -                                                                                          |   |
| رُخَج                                | هَرَهُوَتیش Harahuvatiš          | آراخوزیا Ἀραχωσία یا آراخوتای Ἀραχῶται | اَرَکُسیا Arachosia                                    | -                           | -                 | -                                                                                                   | -                                                                                          |   |
| ثته‌گوش                             | ثَته‌گوش Thataguš              | ساتاگیدیا                              | ساتاجیدیا Sattagydia                                | -                           | -                 | -                                                                                                   | -                                                                                          |   |
| گنداره                             | گنداره                       | گندهارا                                | گندهارا Gandhara                                    | -                           | -                 | -                                                                                                   | -                                                                                          |   |